# 砂村かいり
砂村 かいり（すなむら かいり）は、日本の小説家。神奈川県在住。

## 経歴・人物
2018年1月、小説投稿サイトカクヨムにて『炭酸水と犬』の連載を開始。当作品と、2019年1月に連載開始した『アパートたまゆら』の2作が、2020年に第5回カクヨムWeb小説コンテスト恋愛小説部門特別賞を同時受賞。翌年3月に『炭酸水と犬』『アパートたまゆら』を同時刊行しデビュー。

## 作品リスト

### 書籍
- 『炭酸水と犬』(2021年3月 KADOKAWA<単行本> / 2024年11月 PHP文芸文庫<文庫本>)
第5回カクヨムWeb小説コンテスト恋愛小説部門特別賞受賞作品。
舞台は神奈川県湘南。
  - 番外編『炎と流星』(書き下ろし) - 単行本(電子版)に収録。
  - 番外編『緑の休日』(カクヨム投稿作品(現在非公開)) - 文庫本(書籍版)初版の帯(QRコード)に収録。
  - 番外編『旅とハンカチ』(カクヨム投稿作品(現在非公開)) - 文庫本(電子版)に収録。
- 『アパートたまゆら』(2021年3月 KADOKAWA<単行本> / 2023年5月 創元文芸文庫<文庫本>)
第5回カクヨムWeb小説コンテスト恋愛小説部門特別賞受賞作品。
舞台は東京都清瀬市。
  - 番外編『追いかける』(書き下ろし) - 単行本(書籍版)に収録。
- 『黒蝶貝のピアス』(2023年4月 東京創元社<単行本> / 2025年5月 創元文芸文庫<文庫本>)
書き下ろし。
舞台は埼玉県さいたま市•嵐山町。
- 『苺飴には毒がある』(2023年11月 ポプラ社<単行本>)
書き下ろし。
舞台は北東北。
- 『マリアージュ･ブラン』(2024年10月 PHP研究所<単行本>)
書き下ろし。
舞台は東京都吉祥寺。
- 『コーヒーの囚人』(2024年12月 光文社<単行本>)
短編集。
『小説宝石』掲載の4編と『風向きによっては』(書き下ろし)が収録。
- 『へびつかい座の見えない夜』(2025年6月 東京創元社<単行本>)
短編集。
『紙魚の手帖』掲載の『きみは湖』『ハマエンドウが咲いていた』と書き下ろし3編が収録。

#### アンソロジー収録
- 『駅と旅』(2025年3月、創元文芸文庫)
『紙魚の手帖』vol.16 APRIL 2024 掲載の『きみは湖』が収録。

### 文芸誌・小説誌
- 紙魚の手帖 (東京創元社)
  - vol.03 FEBRUARY 2022『銀が舞う』(短編)[3]
  - vol.10 APRIL 2023『私の必需品＊ブックカバー』(コラム)[4]
  - vol.16 APRIL 2024『きみは湖』(短編)[5]
  - vol.22 APRIL 2025『ハマエンドウが咲いていた』(短編)[6]
- 小説すばる (集英社)
  - 2023年6月号『夢みるお皿』(リレーコラム)[7]
- 小説宝石 (光文社)
  - 2023年7月号 『コーヒーの囚人』(短編)[8]
  - 2023年11･12月合併号『隣のシーツは白い』(短編)[9]
  - 2024年3月号 『招かれざる貴婦人』(短編)[10]
  - 2024年7月号 『どこかの喫煙所で会いましょう』(短編)[11]

### Webサイト掲載
- 『私の〇〇ベスト3』Vol.64 (リレーエッセイ) (2023年10月、WEBジェイ・ノベル) [12]
- 『オレンジシャドウの憂鬱』(小説) (2024年9月 - 10月 CLASSY.ONLINE)[13]

### カクヨム/pixivFANBOX掲載(未書籍化)

#### 長編
- 『キリさんの左手』
- 『不要不急の恋人』

#### 短編
- 『砂とピアスの降る庭』(ショートストーリー集)
- 『僕と双子の未完成ロマンス』
- 『ベトナムコーヒーが落ちるまで』
- 『フリマやろうよ』
- 『オーガニック•ガール』
- 『overture』
- 『食品と雑貨はお分けしますか』

#### 掌編(限定公開)
- 『不機嫌ラテアート』
- 『蟻たちの宴』
- 『いったい誰が』
- 『イブの新宿』

#### 書籍化作品番外編(限定公開)
- 『開く』(『アパートたまゆら』番外編)
- 『Extra edition of 炭酸水と犬』(『炭酸水と犬』番外編)
  - 『ファム・ファタル』
  - 『Every Jim has his Jill』
  - 『誰かの永遠』

#### エッセイ
- 『Novels and me』

### その他
- 『ふるさと』
- 『約束は3時だけど』
Inakakara -Farm to Table-とのコラボレーションのための書き下ろし(後述)

## コラボレーション
- HIGHLANDS COFFEE (2020年)[14]
ベトナムのコーヒーチェーンであるハイランズコーヒーと短編小説『ベトナムコーヒーが落ちるまで』のコラボ。小説に関するクイズの正解者の中から抽選でコーヒー豆とフィルターがプレゼントされた[15]。

- Inakakara -Farm to Table- (2022年)[16]
山梨の新鮮な果物や野菜の産直サービスInakakaraとのコラボ。
第1弾では、サイトのトップページに五行歌が掲載された[17]。
第2弾では書き下ろし恋愛掌編『ふるさと』がSNS上で公開され、『約束は3時だけど』が桃•葡萄の購入者限定で届けられた[18]。